# Com8
Com8 (le nom se prononce à l'anglaise Com-Eight, qui était le nom initialement retenu et déposé) est une marque de vêtements de streetwear créée en 1998 par Roland Ragot et le rappeur JoeyStarr.

## Historique
La marque est créée en 1998 par le rappeur du groupe Suprême NTM JoeyStarr et deux associés (Roland Ragot, directeur général de la marque, et Thierry Abitbol). Com8 est à l'origine destinée aux jeunes amateurs de hip-hop. Elle bénéficie de la promotion assurée par les deux membres de NTM lors de leur tournée en 1998. Adoptée par de nombreux rappeurs proches du groupe (à commencer par ceux du collectif fondé par JoeyStarr B.O.S.S.), et, disposant d'une bonne exposition dans les médias, son succès dépasse rapidement le cadre de la banlieue [réf. souhaitée]. Suivront des signatures de contrats de licence en France, pour de la bagagerie (société Lanco), la papeterie et la bagagerie scolaire (société Alpa), les lunettes (société Opal) et les chaussures.
Le 4 octobre 2004 la société Com 8 dit Com Eight est placée en redressement judiciaire. Le 30 mars 2006, les actifs sont cédés. La marque est reprise en 2006 par Ad Valorem Rhonetex, une société de distribution et de conception de textile, où elle dispose d'une totale autonomie de création. La marque est alors relancée avec un style casual chic. À l'occasion de la tournée du groupe NTM en 2008, la collaboration a été reprise et Com8 est partenaire officiel de la tournée. Une ligne de produits est créée spécialement pour l'évènement. En 2008, la marque est présente dans 180 points de vente en France. Le principal magasin de la marque est aux Halles.
Le 30 avril 2015 intervient un jugement de clôture après cession. Fin 2020, la marque Com8 annonce sa relance.